# Montù Berchielli
Montù Berchielli è una località del comune di Colli Verdi, in provincia di Pavia. Si trova su un colle a nordovest del capoluogo Pometo.

## Storia
Montù ospitò nel medioevo un castello piacentino, e per questo motivo concessa da Federico Barbarossa alla più fedele e ghibellina città di Pavia. Passò ai Savoia nel 1743.
Già comune autonomo, fu sciolto dal fascismo nel 1939 e il suo territorio scorporato a favore dei comuni di Pometo (a cui andò il centro storico medievale), Montalto Pavese (località Cà del Fosso) e Rocca de' Giorgi (località Vallorsa).
Successivamente nel 1947, a seguito della ricostituzione dei comuni di Ruino e Canevino (soppressi nel 1936 per costituire Pometo), l'abitato andò a far parte del primo.
A partire dal 2019, con la fusione dei comuni di Ruino, Canevino e Valverde, Montù Berchielli fa parte del nuovo comune di Colli Verdi.

## Monumenti e luoghi di interesse
- Castello di Montù Berchielli